# Тамарин Мидас
Тамарин Мидас още златорък тамарин (Saguinus midas) е вид бозайник от семейство Остроноктести маймуни (Callitrichidae).

## Разпространение
Видът е разпространен в Бразилия (Амазонас, Амапа и Пара), Гвиана, Суринам и Френска Гвиана.